# Lisardo Lombardía
Lisardo Lombardía Yenes je španski zdravnik, ginekolog, kirurg, fizik, časnikar in kulturni organizator, * 10. februar 1955, Pola de Laviana.

## Življenje in delo
Študiral je na Medicinski fakulteti Univerze v Oviedu, v Asturiji. Tudi je bil voditelj univerzitetnega pevskega zbora.
Po diplomi je deloval kot zdravnik, hkrati se je začel zanimati za kulturo in jezik Asturije. Bil je ustanovitelj kolumne Club Prensa Asturiana v časopisu La Nueva España. Ustanovil je glasbeno založbo FonoAstur, ki izdaja skladbe v asturijskem jeziku. Sodeloval je z veliko izjemnimi asturijskimi ljudskimi ansambli.
Omembe je vredno njegovo narodopisno delo, ki ga je opravil na čelu ustanove Fundación Cultural Belenos, s sodelovanjem revije Asturies, memoria encesa d'un país.
Raziskuje keltske korenine asturijske ljudske glasbe in se je udeležil kot voditelj medkeltskega festivala Lorient v Bretanji, v Franciji.
Kot eden glavnih podpiralcev asturijskega jezika, hoče doseči, da bo uraden jezik asturijščina v avtonomni skupnosti Asturiji.
Leta 1979 se je oženila z zdravnico Celio González Baschwitz. Ima dve hčerki.